# 王明月

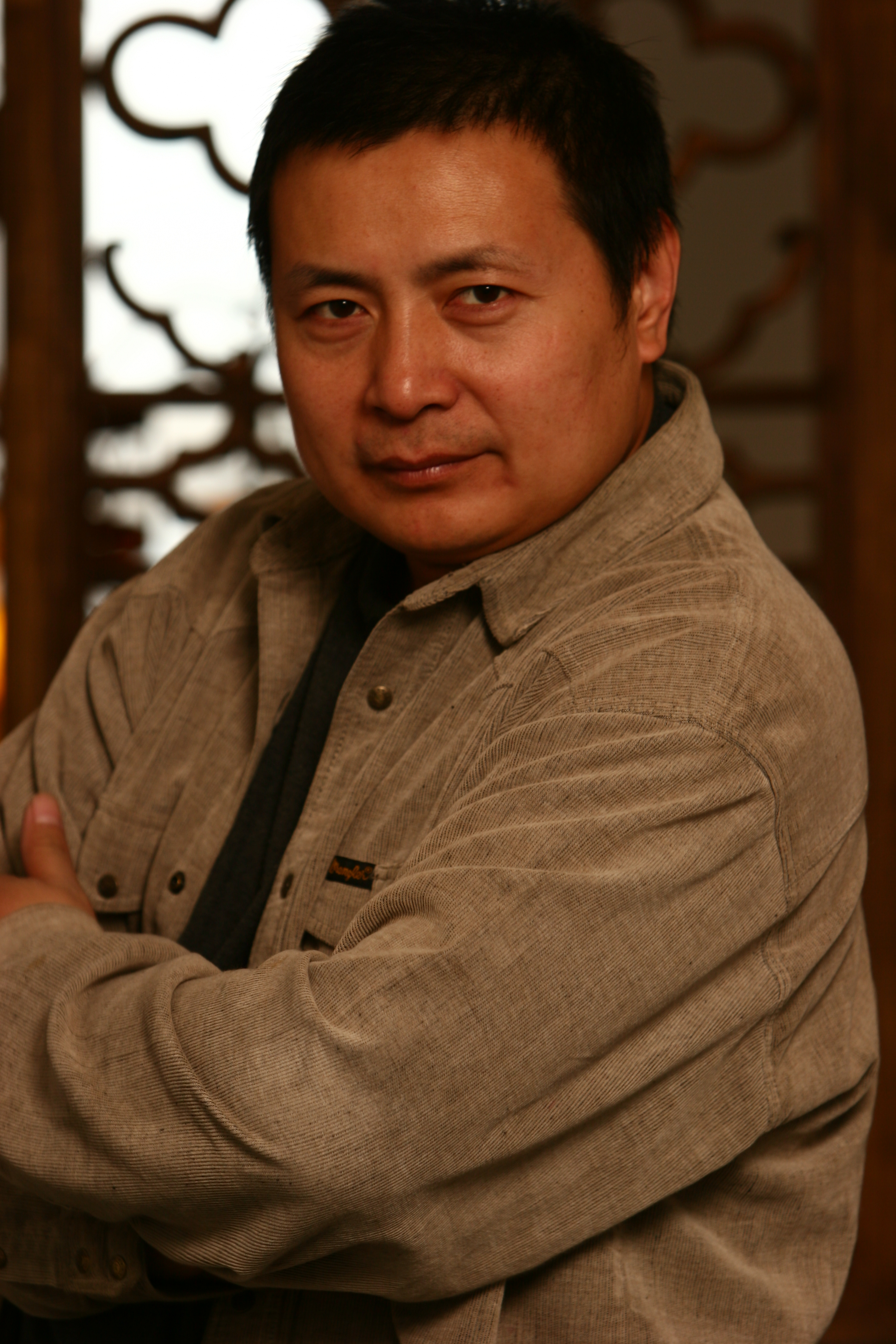

王明月（1962年—），北京人，中華人民共和國畫家，擅長油畫。於中央美术学院油画系研究班毕业，任中国油画研究学会会员、国际艺术联盟副主席。

## 简历
- 1962年生于北京。中央美术学院油画系研究生班毕业。中国油画研究学会会员，同路而行美术合作社成员，国际艺术联盟副主席。
- 1992年參加中国香港“中国油画佳作联展”。
- 1995年參加中国美术馆“北京之风油画展”。
- 2000年应邀为英国前首相弗朗西斯本人画像并应邀前往英国参加文化艺术交流。
- 2004年成为香港十三艺廊签约画家。
- 2004年英国伦敦，举办个人画展。
- 2004年參加国际艺苑舉辦的“首届同路而行油画联展”。
- 2005年參加今日美术馆的“北方的诗学——同路而行2005年年展”。
- 2006年參加北京画院的“北方的诗学——同路而行2006年年展”。
- 2007年參加美国佛罗里达SOLEIL GALLERY的“中国当代艺术”活動。
- 2007年在美国纽约ARCADIA GALLERY參加“名家——中国写实艺术”活動。
- 2007年參加日本东京美术俱乐部的“中国现代艺术展”。
- 2010年应泰中关系友好协会主席邀请，前往泰国文化考察。
- 2012年，其作品《蓝蝴蝶》入选在英国伦敦皇家艺术院举办的“2012伦敦中国艺术展”。
- 2013年，应邀为泰国前总理英拉画个人肖像，亚洲日报及世界日报等众多媒体相继收录报道。同期应邀参加庆祝泰中建交38周年“泰中当代书画精品展”。
- 2015年其作品《彩碟迷镜》（版画）、《吊兰》（素描稿）分别被泰国国家美术馆收藏。同期，应泰国亲王的邀请为其本人定制私人肖像。

## 发表刊物
- 1996年——《美术》2月刊总第338期
- 2004年——《新艺术家》10月第8期
- 2005年——《文化月刊》第11期封面
- 2005年——《艺术市场》第12期封面人物——同路而行实力派画家
- 2005年——天津杨柳青画社出版《同路而行油画家作品专辑——王明月油画精品》
- 2006年——作品被《中国文化名人访谈录》《北京晚报》《北京青年报》等众多媒体收录、报道。
- 2008年——国家线装书籍出版《中国当代经典美术全集》
- 2012年——天津杨柳画社出版专辑《王明月/创作人物》
- 2012年——天津人民美术出版社出版《透视•王明月作品2012版》
- 2013年——应泰中关系友好协会中国对外友好协会邀请为泰国总理英拉女士画像
- 2014年——被中国网上图书馆评为：当代书画作品最具有收藏价值艺术名家近几年来，作品一直成为各大艺术品拍卖公司的竞拍热点。